# Quiëtisme

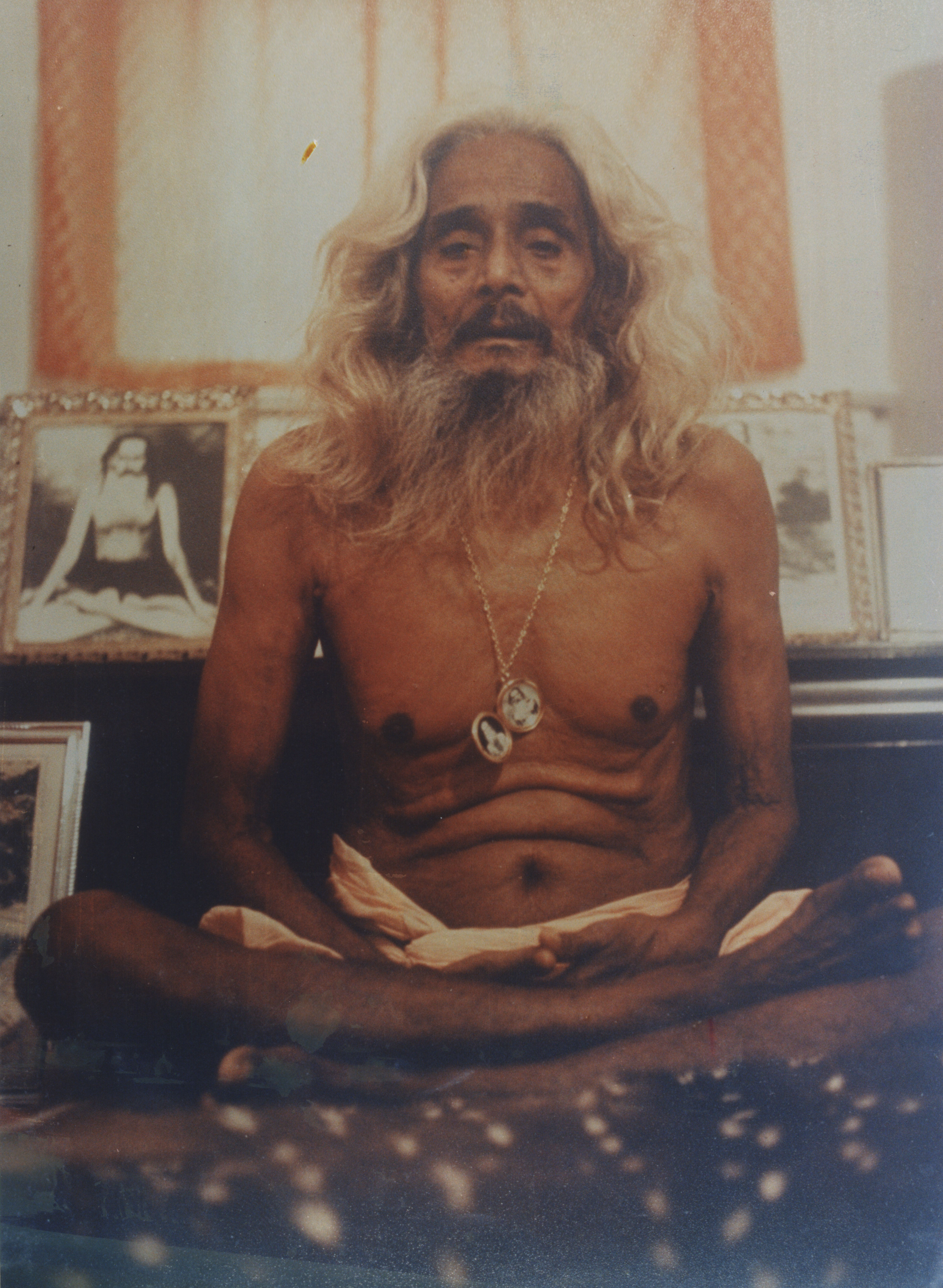
Shri Guru Janardan Paramahansa

Het quiëtisme (van het Latijnse woord quies (kwi-es), 'rust') is een levensopvatting, die het als het hoogste goed beschouwt zich af te keren van het wereldgewoel; het is een zo passief en zo begeerteloos mogelijke houding tegenover de werkelijkheid. Het is een mystiek-contemplatief opgaan in God. Quiëtisme kan tot een soort onverschilligheid leiden en heeft in extreme gevallen zelfvernietiging tot ideaal.
Quiëtisten vindt men bij brahmanen, boeddhisten met hun Sunyata, taoïsten met hun Wu wei, onder stoïci met hun ataraxia en doorheen de geschiedenis van het christendom, zowel binnen de katholieke kerk als bij het protestantisme. In theorie kan ook een filosoof als Schopenhauer als quiëtist beschouwd worden. Zo stelt hij in het vierde deel van Die Welt als Wille und Vorstellung dat er geen ontsnappen is aan het lijden in de wereld, maar dat het toch helpt om een leven van ascese te leiden en dat onderdrukking van onze verlangens ons kan behoeden voor al te veel lijden.

## Christelijk quiëtisme
Quiëtisten binnen de christelijke leer geloofden de volmaaktheid te vinden in een lijdelijke zielenrust, waarbij de Heilige Geest zijn werk deed. Als men zich maar terugtrok in een ingekeerde meditatie, trad men vanzelf de volmaaktheid binnen. De mens was zodanig verdorven dat hij er door eigen inspanningen, versterving, boete of vervolmaking, niet kon in slagen de eeuwige zaligheid te verwerven. Al wat hij kon doen was zich passief open te stellen om aan de goddelijke werking de vrije loop te laten, daarbij een soort van nirwana nastrevend: een volledig opgaan in de goddelijke universaliteit.
De kerkelijke overheid onderkende al vroeg de gevaren van deze levenshouding. De annihilatie van de eigen ziel om op te gaan in die van de Godheid, leidde immers tot een pantheïstische visie. De passiviteit of quiëtisme leidde tot onverschilligheid tegenover de moraal en de ascese die ten grondslag moeten liggen aan de inspanningen tot vervolmaking en verwerving van de eeuwige zaligheid. Dit opende immers de weg naar de overtuiging dat, als men maar inwendig open stond voor God, men niet verantwoordelijk was voor de zonden die het lichaam bedreef. De godsdienstige houding van inwendige vrede en optimisme die door het quiëtisme werd gepredikt leidde ertoe dat men tot de bijkomstigheid of zelfs overbodigheid besloot van het gebed, van het vervullen van de godsdienstige plichten, van het beoefenen van de deugden, van het onderhouden van de wetten van de moraal.

## Eerste quiëtisten

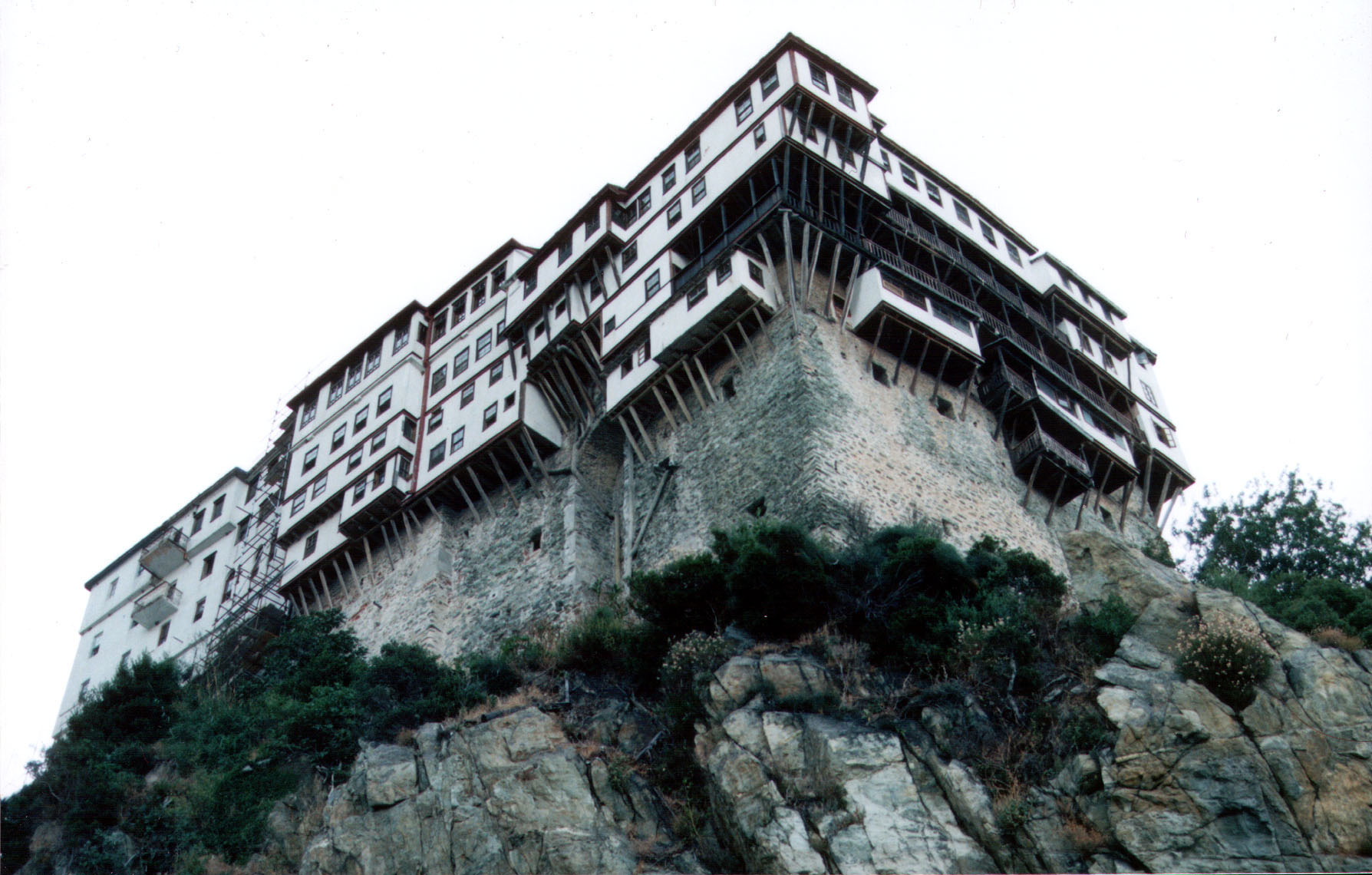
Een van de kloosters op de berg Athos, waar ook de Griekse monnik Gregorios Palamas leefde

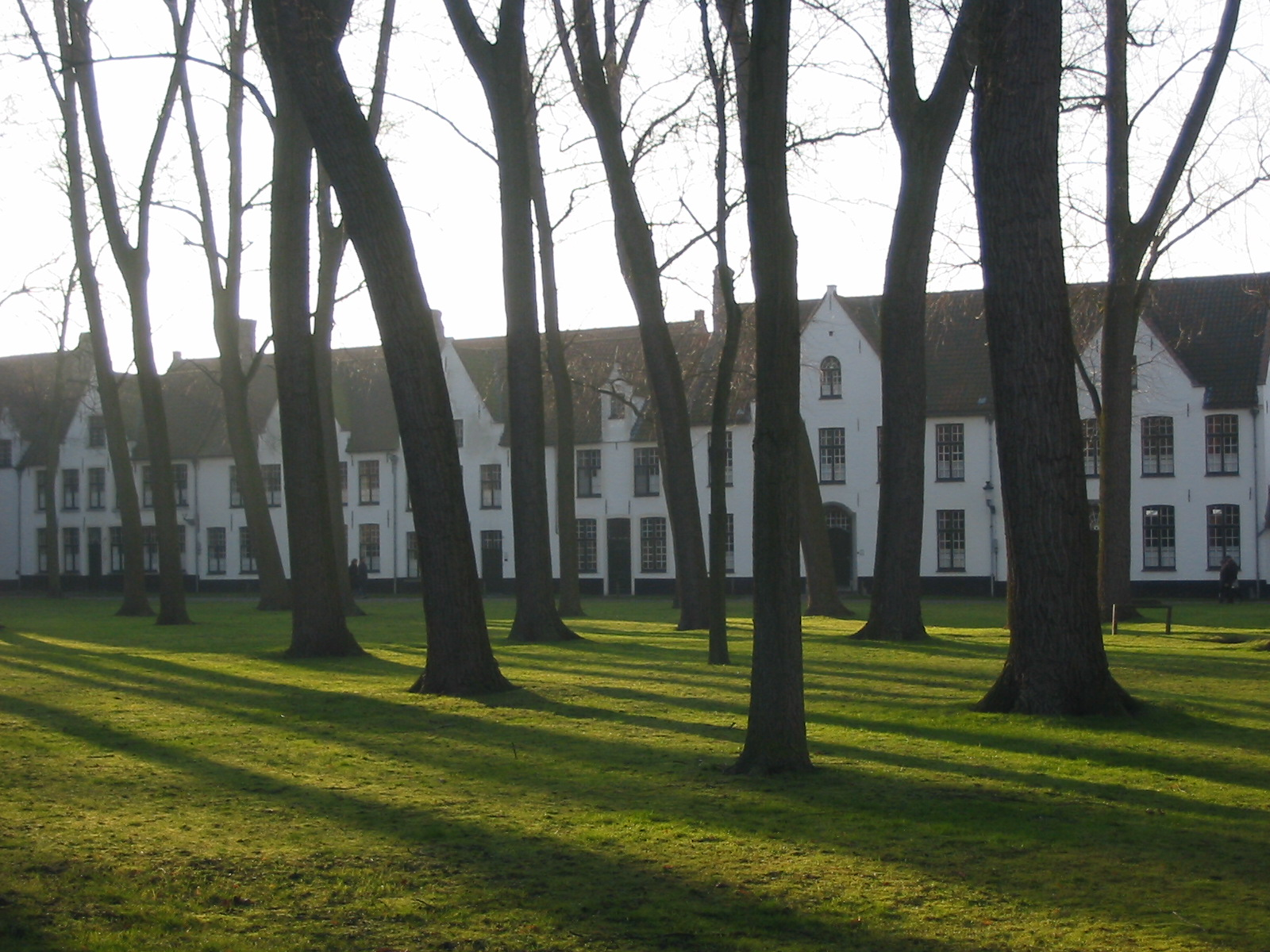
Het begijnhof van Brugge

De eerste quiëtisten waren de Messalianen, groepen van monniken in de vierde eeuw, die hun theorieën bouwden op gnostische en manicheïstische elementen. Het inwendige gebed volstond volgens hen en iedere andere activiteit, alsook alle ascetische praktijken en alle vormen van cultus, sacramenten, eucharistievieringen, enz., waren overbodig. Ondanks vervolging bleven aanhangers van deze theorieën verder bestaan. In de elfde eeuw werden ze nog euchieten genoemd en in de twaalfde eeuw de bogomielen.
In de twaalfde - dertiende eeuw kwamen in de Oosterse kerk de hesichasten tevoorschijn. Op de Berg Athos verzamelden zich monniken die meenden de hoogste staat van volmaaktheid te bereiken door stilzwijgend in gebed te verzinken, met het hoofd op de borst en de ogen strak gericht op de eigen navel. Ze kregen de naam van 'navelstaarders'.
In de dertiende en veertiende eeuw waren de begijnen en begaarden aanhangers van een bepaald quiëtisme; ze werden ervoor door het Concilie van Vienne in 1311 veroordeeld. Hun thesis was dat men zich alle activiteit moest ontzeggen, omdat dit de werking van God binnen de menselijke ziel hinderde. De ziel die tot de staat van volmaakte rust was gekomen maakte dat de mens geen zonden meer kon bedrijven. In deze staat hoefde hij niet meer te bidden en niet meer te vasten en mocht hij aan zijn lichaam alle buitensporigheden veroorloven. De begijnen en begaarden konden zich enkel staande houden door zich bij de kerkelijke veroordeling neer te leggen.
Zelfs de vereerde mysticus Jan van Ruusbroec (1293-1381) werd door de theoloog Jean de Gerson (1363-1429) op bepaalde ketterse passages in zijn geschriften gewezen.
Een mysticus die nog verder afdwaalde was de Duitse dominicaan Meester Eckhart (1260-1328), die een van de hoofdelementen van het quiëtisme aankleefde, namelijk het indifferentisme of de onverschilligheid ten overstaan van het heil en de zaligheid. Na zijn dood werd hij als ketter gebrandmerkt, maar hij behield trouwe aanhangers en leerlingen. Veel andere mystici en theologen hingen de quiëtistische thesissen aan. Onder hen: de cisterciënzer Jan de Mercuria, die in 1347 door de aartsbisschop van Parijs werd veroordeeld, Beranger de Montfalcone, Raymond Lulle, Johannes Tauler, Gregorius Palamas en Berthold van Rorbach die verklaarde: In dit leven kan de mens een zodanige volmaaktheid bereiken dat hij niet meer hoeft te vasten of te bidden.
In de zestiende en zeventiende eeuw waren het de Illuminati die eerst in Andalusië, vervolgens in Frankrijk het quiëtisme aankleefden. Ze hechtten weinig belang aan het gesproken gebed, noch aan het beoefenen van het goede en van de liefdadigheid. Alleen het inwendige gebed was van tel. Men hoefde niet te luisteren naar het woord van God of over God te spreken, geen beelden van God of zijn heiligen te vereren. Ze gingen zo ver de lichamelijke lusten te verheerlijken als bewijzen van deugdzaamheid en godsvrucht.

## Miguel de Molinos en het katholiek quiëtisme

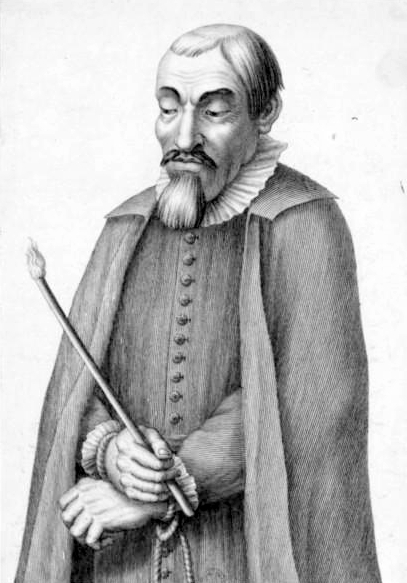
Miguel de Molinos

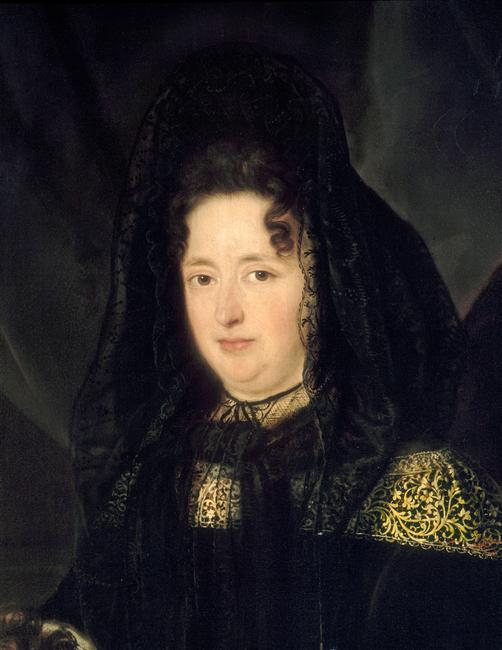
Madame de Maintenon

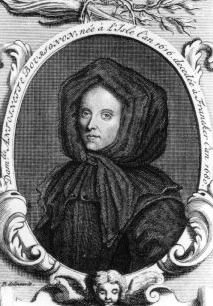
Antoinette Bourignon

Het quiëtisme bereikte een hoogtepunt binnen de katholieke kerk, vooral in Spanje, Italië en Frankrijk, dankzij Miguel de Molinos, een 17e-eeuwse Spaanse priester, die als een vrome biechtvader in Rome leefde en die, volgens de Columbia Encyclopedia een ketterse vorm van religieuze mystiek verspreidde. Molinos werd de geestelijke leider van kardinalen, kloosteroversten, prinsen en andere machthebbers die zich verdrongen om van hem advies en leiding te krijgen.
Hij zou in geur van heiligheid zijn gestorven had hij niet in 1675 een boekje uitgegeven, gebaseerd op het werk van Theresa van Avila, Ignatius van Loyola en Johannes van het Kruis, zijn Guida Spirituale, waarin hij de zuivere liefde tot God propageerde in een woordloos of stil gebed. Zijn Geestelijke Gids met aantrekkelijke metaforen werd door volgelingen, zowel katholieken als protestanten, beschouwd als een werkje van onschatbare waarde, hoe kort en klein het ook was. Het is meer dan twintig keer uitgegeven in veertien verschillende talen en dat op zes jaar tijd. De invloed van het boekje was groot en deed zowat overal, onder meer in vele kloosters, een nieuwe beweging van spiritualiteit ontstaan die in conflict kwam met de institutionele kerk. Het Vaticaan raakte gealarmeerd en zijn geschriften werden veroordeeld. In zijn gepubliceerde werk vond men weinig om tegen hem te weerhouden, maar men onderzocht ook nauwgezet vele van de ongeveer 20.000 brieven die hij in de loop van de jaren naar zijn voorname biechtelingen had gestuurd en waarin men allerhande ketterijen meende te ontdekken. Dit bleek niet zo makkelijk te zijn, omdat de zachtheid en de vriendelijkheid van zijn leer nauw aansloot bij de geschriften van de grote mystici en men moeite had het verschil te maken tussen het rechtzinnige en het vrijzinnige in zijn boeken. Molinos werd vervolgd en in 1685 zelfs opgesloten omdat hij, zo oordeelden de censoren, de dogma's van het geloof naast zich had neergelegd. Op 13 september 1687 veroordeelde de Inquisitie 68 van de proposities die in zijn teksten voorkwamen, hetgeen door een bul van paus Innocentius XI op 19 november 1687 werd bevestigd. Zijn boeken werden op de lijst van verboden geschriften geplaatst. Uiteindelijk werd Molinos méér veroordeeld vanwege de gevolgen van zijn geschriften dan om die geschriften zelf.
Het quiëtisme, ook soms molinisme genoemd, ontwikkelde zich binnen de Rooms-Katholieke Kerk vooral in Spanje en Italië, maar breidde zich ook in het bijzonder uit in Frankrijk, waar de meest invloedrijke aanhangster en verspreidster Madame Guyon was. Zij predikte haar leerstellingen aan de leden van de Franse aristocratie en won een (tijdelijke) bekeerling en vriend in Madame de Maintenon, Lodewijk XIV's vrouw. Ze won tevens een levenslange bondgenoot in de aartsbisschop Fénelon.

## Protestants quiëtisme
Ook binnen verschillende protestantse denominaties liet het quiëtisme zijn invloed gelden.
In Rijsel stond de mystica Antoinette Bourignon (1616-1680) op. Ze propageerde, op grond van haar visioenen, dat de echte Kerk verdwenen was en door haar tot nieuw leven moest worden gebracht. Ze predikte een persoonlijke mystiek die, los van uitwendige liturgie of godsdienst, tot volmaaktheid leidde. Ze werd door de kerkelijke en burgerlijke overheid vervolgd, maar wierf toch heel wat aanhangers bij adel en burgerij en zelfs onder de clerus. Ze verwierf veel aanhang in Nederland en trok naar het Noord-Friese Nordstrand. Invloed had ze ook op de Dictionnaire historique et critique van de Rotterdamse Verlichtingsfilosoof Pierre Bayle. Haar leer werd in de protestantse kerken verspreid door Pierre Poiret (1649-1719) die haar geschriften publiceerde. Na Poiret volgden Gerhard Tersteegen en anderen.
In Schotland was het quiëtisme zeer aanwezig onder de anglicanen, die als voorstanders van het episcopalisme in dit land sterk in de minderheid waren. Ze stonden in oppositie tegenover de streng-puriteinse presbyterianen. Vooral de universiteit van Aberdeen was een levendig centrum van quiëtistische mystiek. In King's College doceerden achtereenvolgens John Forbes of Corse (1593-1648), Henry Scougal (1650-1678), en Georges Garden (1649-1733). Garden werd sterk beïnvloed door de geschriften van de dames Bourignon en Guyon, die hij via Poiret leerde kennen.
Het quiëtistisch gedachtegoed beïnvloedde verschillende protestantse kerkgemeenschappen. Dit was het geval voor John Wesley en zijn methodisten. Dit was ook het geval voor George Fox en zijn quakers.

## Literatuur

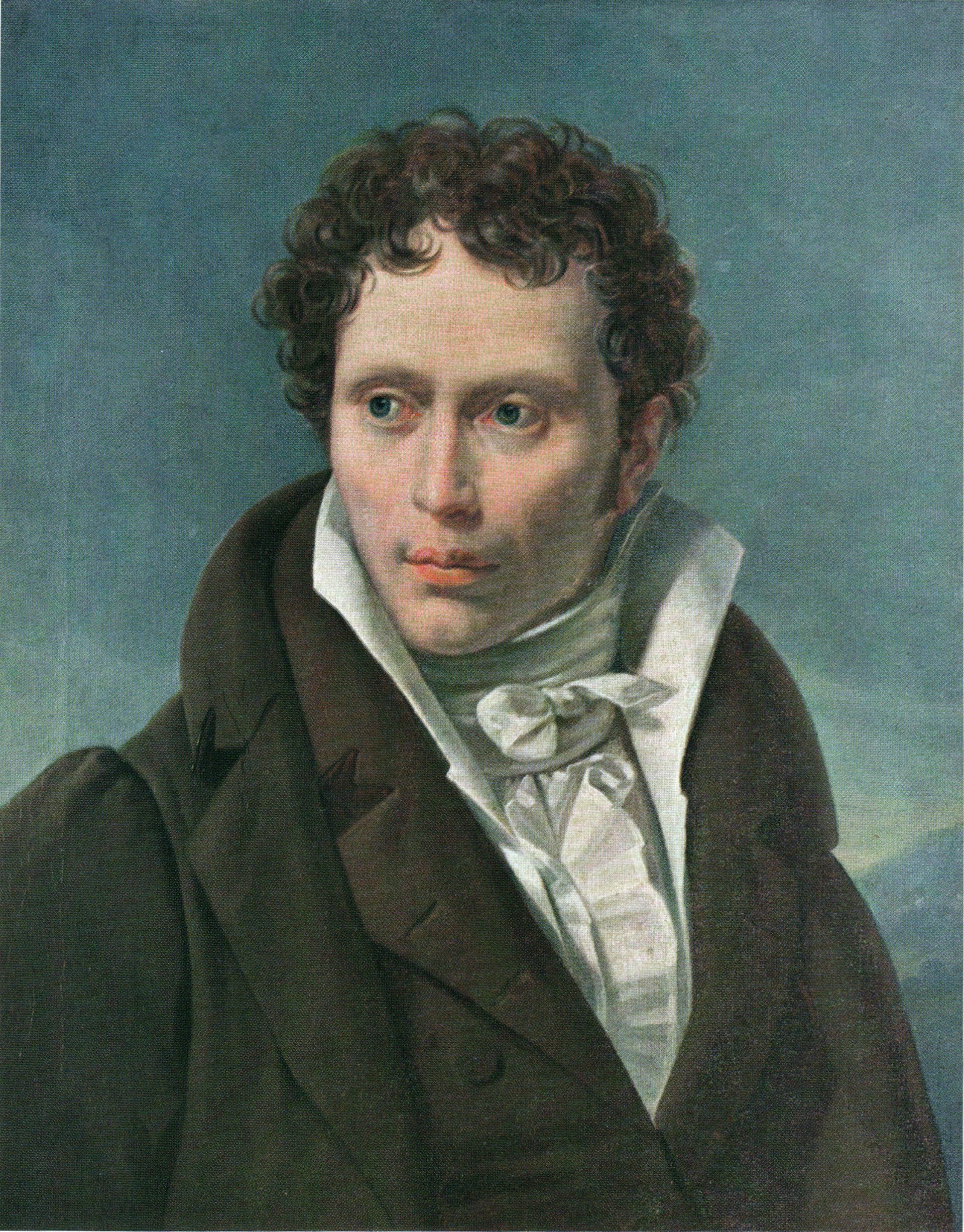
Schopenhauer in 1815

## Voetnoten
1. 1 2  Columbia Encyclopedia
2. ↑  Molinos - www.dirkvanbabylon.be